# Juliano Ribeiro Salgado
Juliano Ribeiro Salgado   (París, 1974) és un director, escriptor i cineasta brasiler.

## Biografia
És fill del fotògraf Sebastião Salgado i de l'arquitecta Lélia Deluiz Wanick-Salgado, que es van casar el 1967. El seu germà Rodrigo va néixer amb síndrome de Down el 1979. Juliano Ribeiro té un fill, Flavio Viu a Berlín
El 2014, juntament amb Wim Wenders, va dirigir La sal de la terra, pel·lícula que explica la vida de Sebastião Salgado. Segons el propi compte de Juliano Salgado, aquest projecte cinematogràfic ha millorat notablement la tensió de la relació amb el seu pare. La pel·lícula va rebre diversos premis, entre ells el premi especial del jurat "Un Certain Regard" al Festival Internacional de Cinema de Canes i el premi del públic al Festival Internacional de Cinema de Sant Sebastià. La pel·lícula també va ser nominada per a un Cèsar i un Oscar, cadascun de la categoria "Millor documental".

## Filmografia parcial
- Paris la métisse (2005)
- In the Hands of Gods (2007)
- Nauru, An Island Adrift (2009)
- La sal de la terra (2014) – director junt amb Wim Wenders